# Leonardo De Lucca
Leonardo De Lucca (fl. XX secolo) è stato un allenatore di calcio uruguaiano.

## Carriera
Allenando la Nazionale uruguaiana ha trionfato a livello continentale nel 1923.

## Palmarès
- Campeonato Sudamericano de Football: 1

1923